# 斗山街

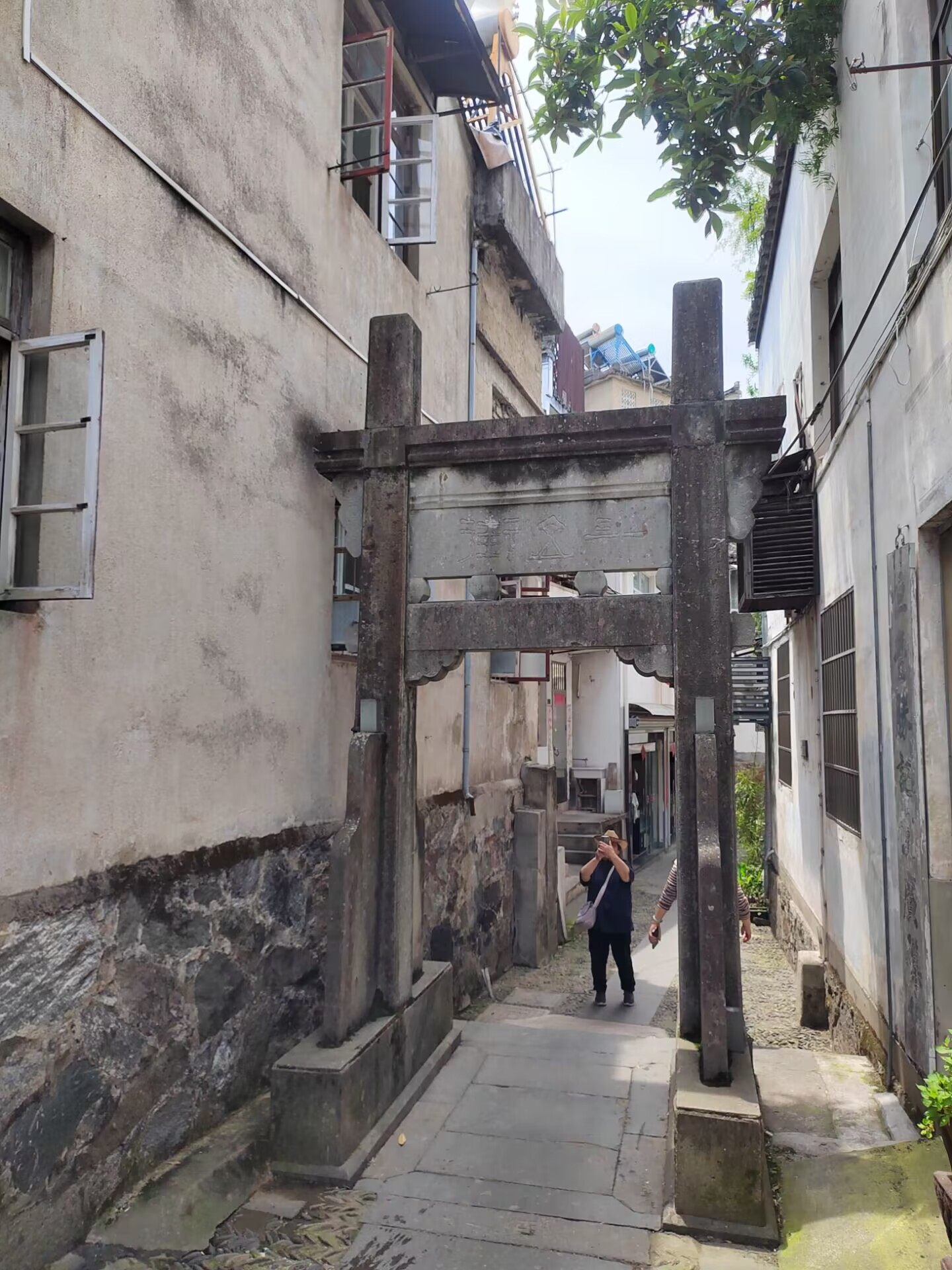

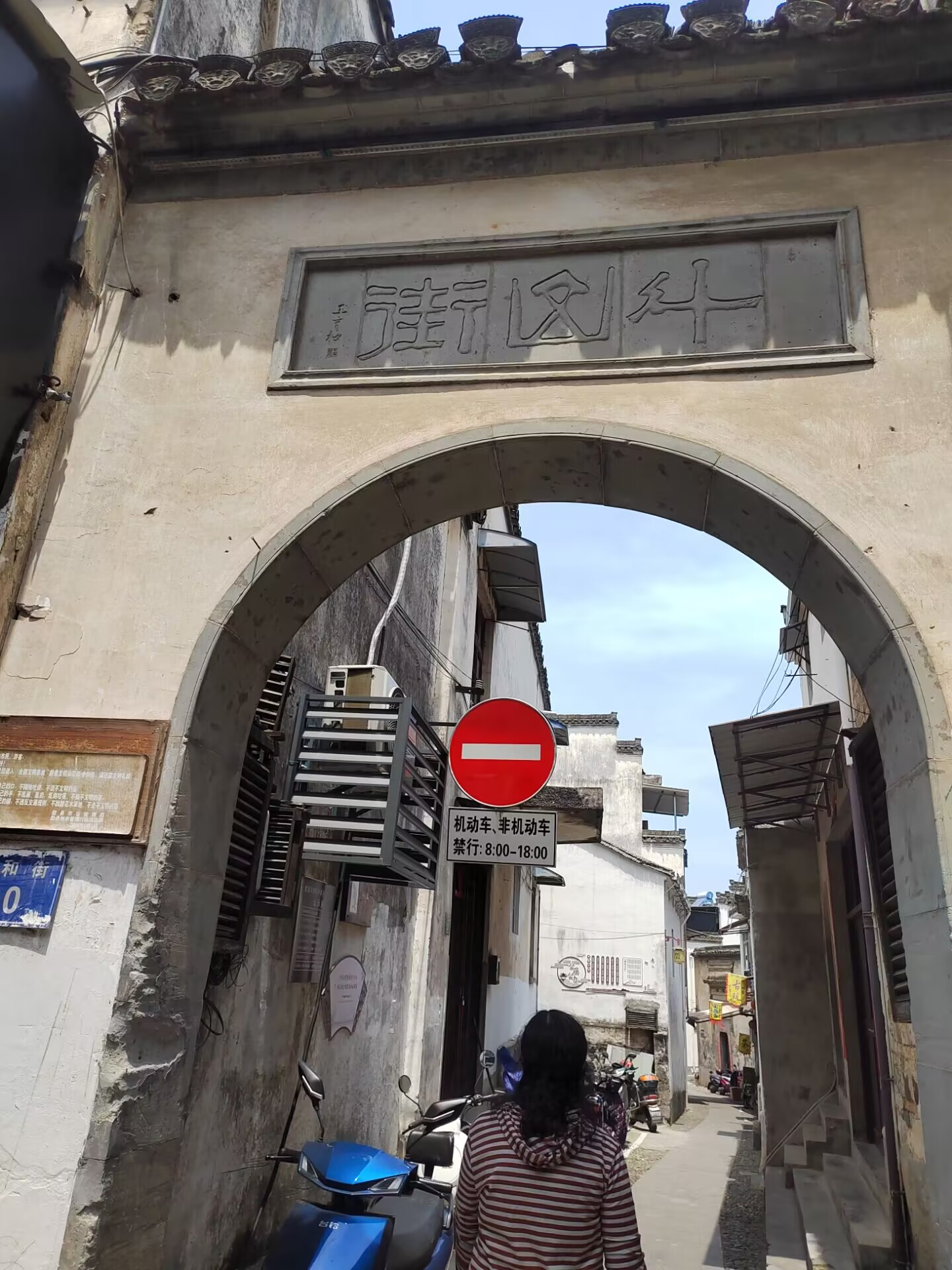

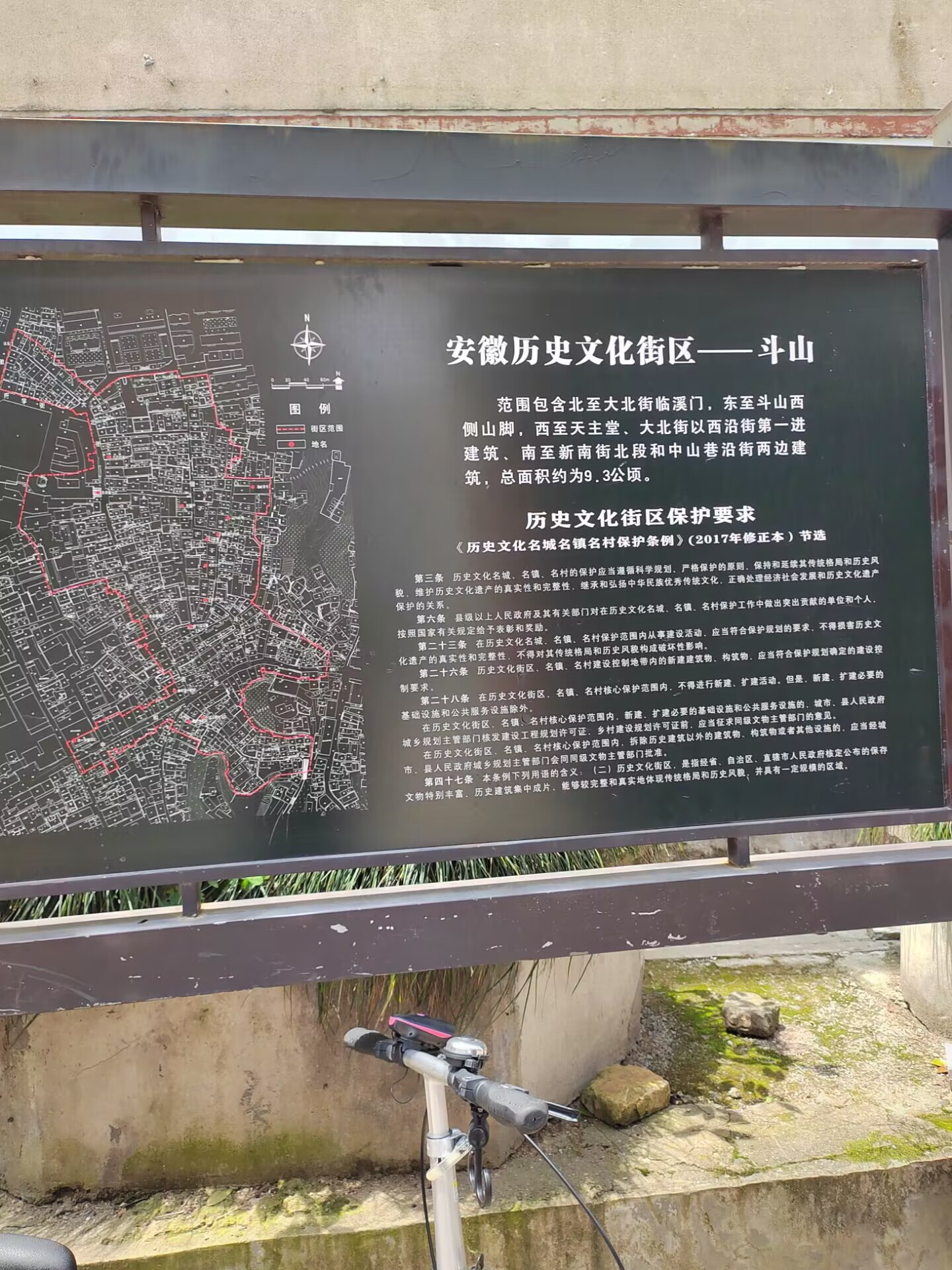

斗山街是历史文化名城安徽省歙县的一条石板街，全长500米左右，南北走向。这条街沿街多为清代徽商、仕宦深宅大院的侧面山墙和入口，马头墙高耸，保持传统徽州风貌。

## 建筑
沿街著名建筑有：
- 叶氏贞节木门坊，建于明初；歙县文物保护单位
- 杨家大厅，时代为清。黄山市文物保护单位；
- 许家厅，建于清初，黄山市文物保护单位；

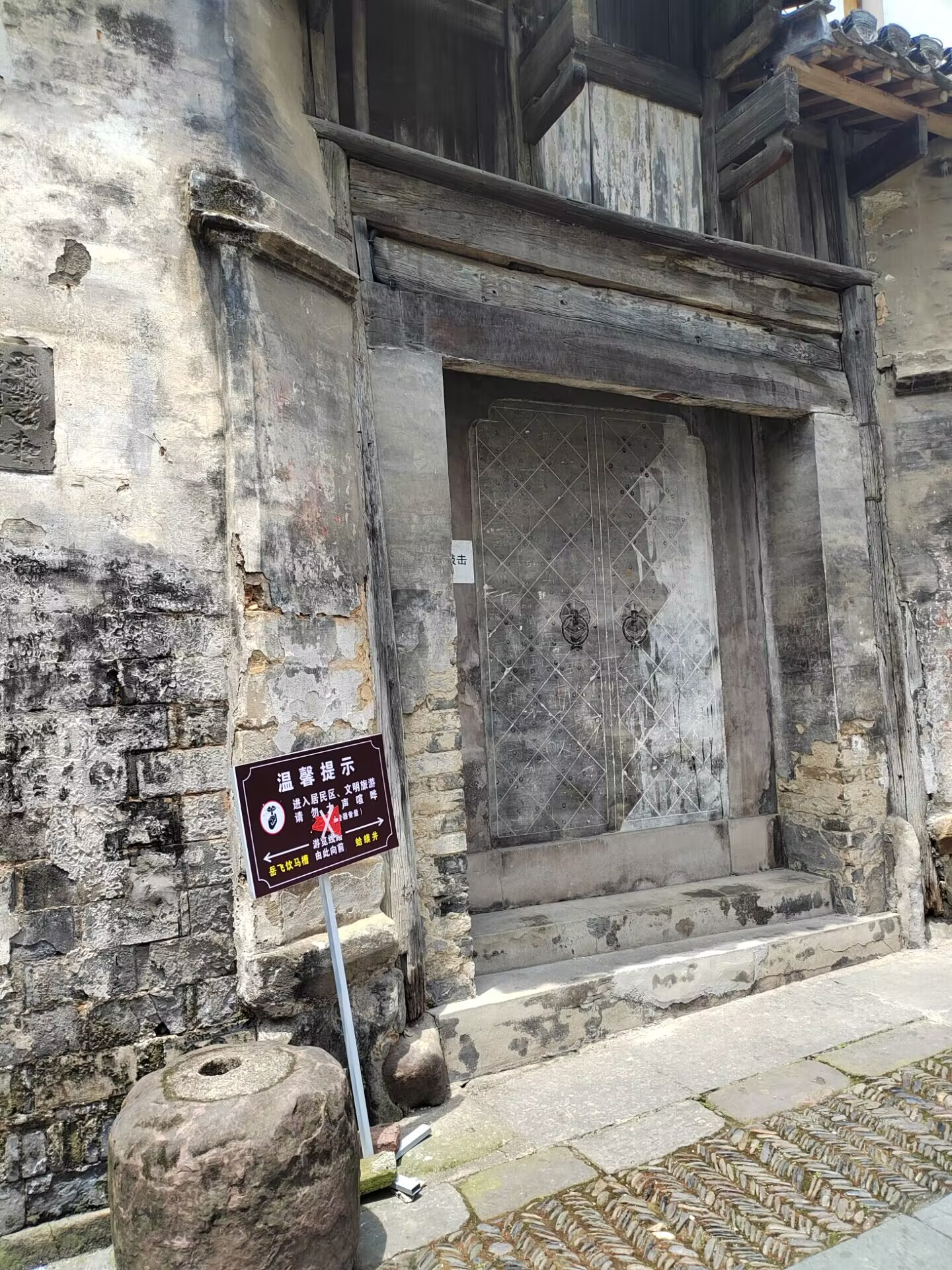

- 黄氏节烈门楼，建于清初。黄山市文物保护单位；
- 汪中怡宅，建于清末，歙县文物保护单位；
- 潘婉香宅，建于民国初年；歙县文物保护单位；
- 王世杰宅，建于民国前期；歙县文物保护单位；
- 蛤蟆井，建于唐代。歙县文物保护单位；
- 斗山街30号，歙县文物保护单位。
- 斗山街37号，歙县文物保护单位；